# Željko Perušić
Željko Perušić (Duga Resa, 23. ožujka 1936. – St. Gallen, 28. rujna 2017.) bio je hrvatski nogometaš, osvajač zlatne medalje na Olimpijskim igrama u Rimu 1960. godine.